# Garma
Garma fue un grupo cántabro de folk surgido en enero de 2006 tras la disolución de Atlántica. Su primer concierto tuvo lugar durante las fiestas de Viérnoles, en abril de ese mismo año. Su último concierto se celebró en abril de 2019 en Campoo de Yuso con motivo del Enkuentro de Danzas del Mundo organizado por diversas asociaciones del estado español. Varios integrantes antiguos subieron al escenario a modo de homenaje y despedida del grupo.
Utilizaron diversos instrumentos, en especial los tradicionales de Cantabria: gaita, pitu, dulzaina, acordeón, percusión, rabel y flauta. Ocasionalmente, y dependiendo de los temas, utilizaron otros instrumentos, étnicos o modernos.

## Historia
Garma nació a finales de enero de 2006 como resultado de la disolución del grupo cántabro Atlántica. Entre 2006 y 2019 Garma completó numerosos conciertos, más de 300, combinando festivales folk, fiestas populares y animación en bailes tradicionales.
A comienzos de 2008, abandonan el grupo: Jorge Ibáñez (guitarra y bajo pedal), Santiago Sánchez (flautas y gaitas) y el violinista Gonzalo de Vallejo que se incorporó a Garma en el verano de 2007; los suplen David Pérez (gaitas, rabel, alboka, flautas), Bruno Gómez (guitarra y bajo pedal) y Fernanda Freitas (flautas y clarinete), que unidos a Pilar Revuelta, Míguel Cobo y Ramón Bueno completan el grupo. La nueva formación aportó más energía al grupo y el abandono del "celtismo" en su estilo. En 2015 dejó el grupo Bruno y fue sustituido por Pablo González, conocido músico en la escena folk cántabra. A finales de 2016 abandonó Pilar el grupo, sin ser sustituida.
Entre otros, han ofrecido conciertos en el Festival Internacional de Sendim (Portugal), en el Festival Intercéltico de Cangas do Morrazo (Galicia) y en numerosos festivales en Granada, Madrid, Segovia, Soria, Valladolid, Palencia, Ávila, Valencia, etc. En 2010 publican su tercer trabajo: Cambalúa. Una colección temas trazados entre composiciones propias y arreglos de tonadas o melodías de la tradición cántabra. Este trabajo les valdrá la nominación a 7 Premios de la Música, a nivel estatal. Su último trabajo, el DVD Alcordanzas (2015), es un trabajo dedicado a las danzas cántabras. Grabado en el teatro Las Escuelas de Orejo, Cantabria, cuenta con la colaboración de la agrupación Coros y Danzas de Santander. En él aparecen danzas, arregladas musicalmente, como Picayos, Arcos, Cintas, Baile a lo pesáu, etc
Garma ha realizado la banda sonora de la serie "Los del Monte" emitida por RTVE en 2007. 

## Integrantes

### Miembros
- Ramón Bueno: acordeón cromático, pitu, teclaro, bígaru y coros.
- Miguel Cobo: bodhràn, djembé, darabuka, caja, cajón andino, panderetas, tambor.
- Pablo González: guitarra acústica y coros.
- Fernanda Freitas: flautas, clarinete y coros.
- David Pérez: gaitas, alboka, flautas, rabel y coros.

### Colaboraciones
- Coros y Danzas de Santander: danzas y coreografías en DVD Alcordanzas (Autoeditado Cantabria 2015)
- Chus Gancedo: batería en CD Cambalúa (Several Records Madrid 2010)
- Coro Brumas Norteñas: voces en CD Cambalúa (Several Records Madrid 2010)
- Taide Quintana: arpa clásica en CD Garma (Oca Records Santander 2006)
- Javi El Niño: rabel en CD Garma (Oca Records Santander 2006)

## Discografía
- Garma - 12 temas. Editado por Oca Records (Santander 2006).
- Llar - 10 temas. Disco de villancicos y canciones navideñas. Editado por Oca Records (Santander 2006)
- Cambalúa - 10 temas. Editado por Several Records (Madrid 2010).
- Alcordanzas - 8 temas. DVD autoeditado con la colaboración de los Coros y Danzas de Santander (2015)

Varias recopilaciones ofrecen temas de Garma, por ejemplo el CD "Danzas Sin Fronteras" (2009) o la revista Interfolk editó Cambalúa y Llar para entregar junto a su revista.

## Garma en la red
- https://web.archive.org/web/20190207032523/http://garmafolk.com/
- http://www.myspace.com/garmafolk
- http://www.garmafolk.blogspot.com.es/

- Datos: Q5875468